# Academia de Ciências da Polônia

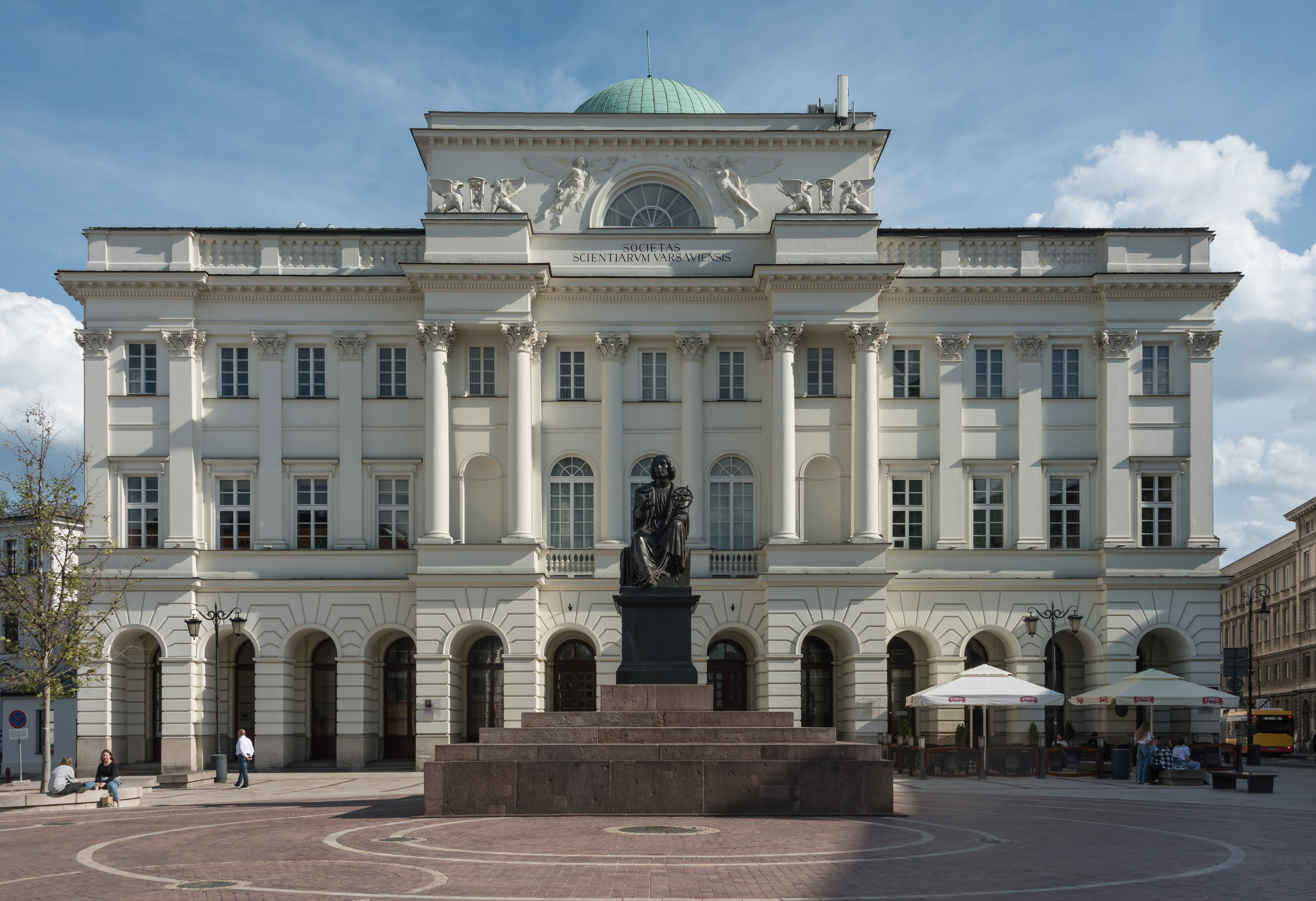
Palácio Staszic, sede da Academia de Ciências da Polônia, no centro de Varsóvia. A sua frente a estátua de Nicolau Copérnico, obra de Bertel Thorvaldsen.

A Academia de Ciências da Polônia, sediada em Varsóvia, é uma das duas instituições polonesas categorizadas como academia de ciências.

## História
A Academia de Ciências da Polônia (em polonês: Polska Akademia Nauk, abreviada PAN) é uma instituição acadêmica estatal, sediada em Varsóvia, estabelecida em 1952 pela fusão de sociedades acadêmicas anteriores, incluindo a Academia de Aprendizagem da Polônia (Polska Akademia Umiejętności, abreviada PAU), com sede em Cracóvia, e a Academia dos Amigos da Ciência de Cracóvia, fundadas no final do século XVIII.
A PAN funciona como uma sociedade acadêmica agindo através de uma corporação eleita dos principais estudiosos e instituições de pesquisa. A academia, operando através de suas comissões, tornou-se um órgão científico consultivo de destaque.
Outro aspecto da academia é a sua coordenação e supervisão de numerosos (várias dezenas) institutos de pesquisa. Os institutos PAN empregam mais de 2.000 pessoas, e são financiados por cerca de um terço do orçamento do governo polonês para a ciência.
Em 1989 a Academia de Aprendizagem da Polônia, em Cracóvia, retomou a sua existência independente, separada da PAN, em Varsóvia.

## Institutos
A Academia de Ciências da Polônia inclui diversos institutos, tais como:
- Instituto para a História da Ciência da Academia de Ciências da Polônia
- Instituto de Economia da Academia de Ciências da Polônia
- Instituto de Pesquisa dos Mamíferos da Academia de Ciências da Polônia
- Instituto Nencki de Biologia Experimental
- Instituto Polonês de Química Física
- Instituto de Pesquisa Tecnológica Fundamental

## Alguns membros notáveis
- Tomasz Dietl, físico
- Maria Janion, crítica e teórica de literatura
- Zbigniew Jedliński, químico
- Franciszek Kokot, nefrologista
- Leszek Kołakowski, filósofo
- Roman Kozlowski, paleontologista
- Rafał Ohme, psicólogo social
- Bohdan Paczyński, astrofísico
- Andrzej Schinzel, matemático
- Andrzej Trautman, físico
- Aleksander Wolszczan, astrônomo
- Czesław Olech, matemático

## Alguns membros estrangeiros
- Aage Niels Bohr, físico
- Karl Alexander Müller, físico
- Roger Penrose, matemático
- Carlo Rubbia, físico
- Boleslaw Szymanski, cientista da computação
- Chen Ning Yang, físico
- George Zarnecki, historiador da arte

## Periódicos
- Acta Arithmetica
- Acta Ornithologica
- Acta Palaeontologica Polonica
- Acta Physica Polonica
- Archaeologia Polona
- Fundamenta Mathematicae